# Аилинглапалап
Аилинглапалап (марш. Aelōn̄ļapļap [ɑ̯ɑ͡æe̯elʲe͡ɤŋ(ʌ)ɫɑ͡æbʲ(æ͡ɑ)ɫɑ͡æpʲ], русск. транскр. Айилинглапьлапь) — атолл в Тихом океане в составе цепи Ралик (Маршалловы Острова). Исторические названия острова — Элмор (англ. Elmore), Одиа (англ. Odia).

## География

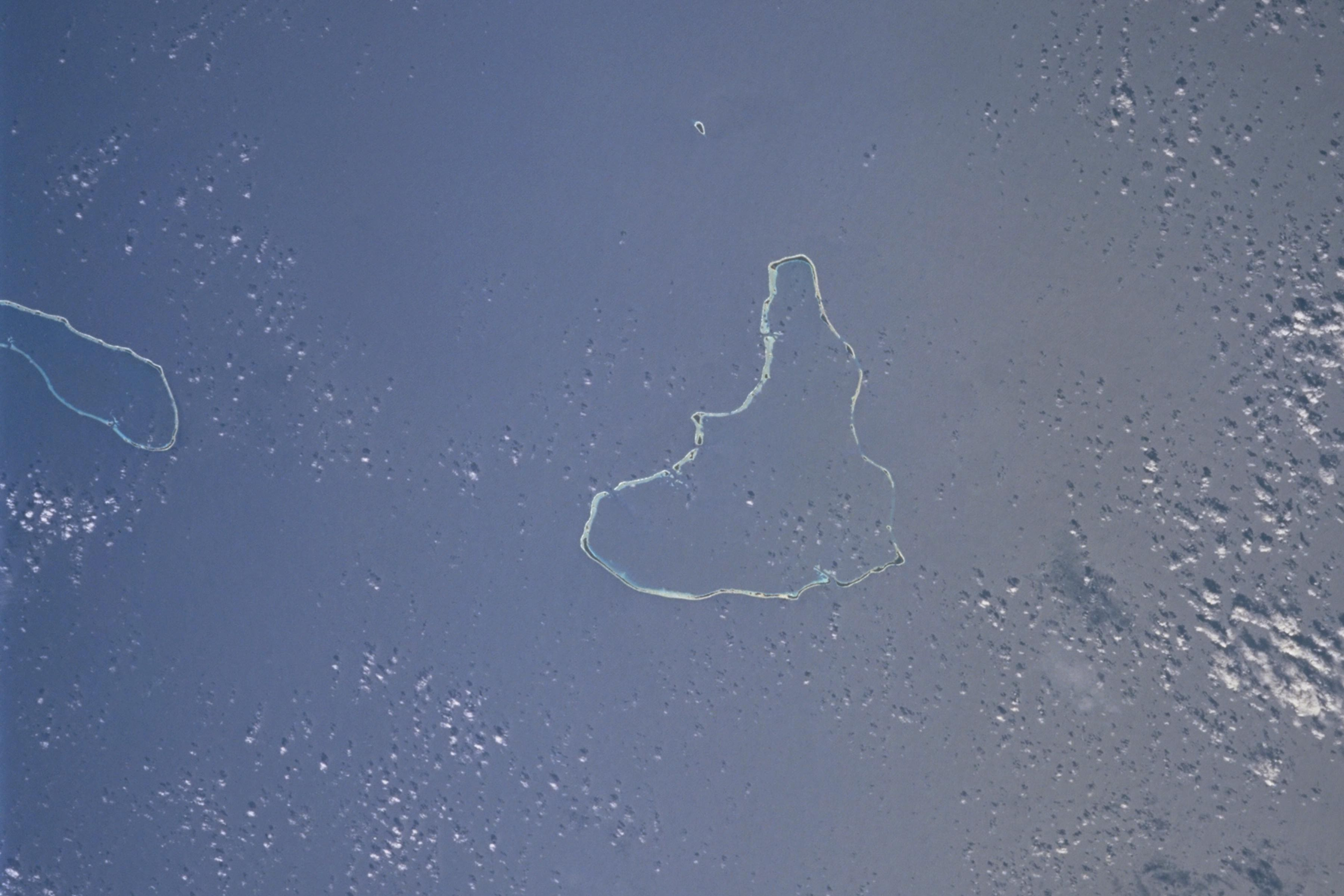
Космический снимок атолла

Атолл расположен в 152 км к северо-западу от атолла Джалуит. Ближайший материк, Австралия, расположен в 3400 км.
Аилинглапалап имеет треугольную форму. Состоит из 56 островков, или моту. Длина острова составляет около 43 км, ширина — 30 км. Площадь сухопутной части Аилинглапалапа составляет 14,69 км², но прилегающая к нему лагуна имеет площадь 750,29 км². Из растительности на атолле преобладают кокосовые пальмы, которые выращиваются на местных плантациях для производства копры.
Климат на Аилинглапалапе тропический. Случаются разрушительные циклоны.

## История
В переводе с маршалльского языка название острова означает «великий остров». В маршалльской мифологии все острова архипелага были созданы богом по имени Лова (англ. Lowa). После того, как он вернулся в рай, на Аилинглапалапе появились четыре человека, каждый из которых пошёл в отдельном направлении: на север, юг, запад, восток. Человек, который пошёл на восток, нёс с собой свет. Он стал солнцем. Человек, который шёл на запад, следил за тем, что появлялись новые живые существа. Он стал жизнью. Человек, который пошёл на юг, следил за ветрами. Он стал ветром. Человек, который пошёл на север, убивал всё на своём пути. Он стал смертью. Впоследствии бог Лова послал ещё одного человека, который должен был раскинуть созданные Лова острова по морской глади. После того, как он выполнил своё задание, Лова послал двоих людей на остров Аилинглапалап, чтобы те нанесли на все живые существа татуировки. Этим объясняется, почему у вождей острова одни татуировки, у женщин — другие и так далее.
Аилинглапалап был впервые открыт европейцами 15 декабря 1792 года. Это сделал британский торговец Генри Бонд. В 1797 году мимо острова проплыло британское торговое судно «Britannia» под командованием капитана Томаса Деретта (англ. Thomas Dennet). К кораблю направилось несколько каноэ с местными жителями, которые хотели поторговаться. Однако судно проплыло мимо, не остановившись на Аилинглапалапе. 6 ноября 1803 года мимо острова проплыло ещё одно британское судно «Rotta», как и в 1809 году судно «Elisabeth» под командованием капитана Паттерсона, который назвал Аилинглапалап «Островом Элмора» (англ. Elmore's Is). 23 августа 1855 года у острова причалило американское китобойное судно «Belle», на борту которого находились христианские миссионеры с Гавайских островов. Они встретились с местным вождём Каибуке, который уговаривал их остаться на Аилинглапалапе. Сестра же вождя была послана на корабле на остров Эбон, чтобы уговорить местных жителей производить кокосовое масло для капитана корабля. В 1871 году экипажем корабля «Eugene» было схвачено несколько жителей Аилинглапалапа, чтобы впоследствии продать в рабство. Троим из них на острове Джалуит удалось бежать.
В 1860-х годах на Маршалловых островах стали появляться первые германские торговцы копрой, а в 1874 году Испания официально объявила о своих притязаниях на архипелаг. 22 октября 1885 года Маршалловы острова были проданы Испанией Германии, которая управляла архипелагом через Джалуитскую компанию. Официально германский протекторат над островами был установлен 13 сентября 1886 года. В 1893 году на Аилинглапалапе вспыхнула эпидемия ветряной оспы, в результате которой погибла значительная часть населения. С 1 апреля 1906 года все острова архипелага были в составе Германской Новой Гвинеи, подчиняясь окружному офицеру Каролинских островов. В 1914 году Маршалловы острова были захвачены японцами. В 1922 году острова стали мандатной территорией Лиги Наций под управлением Японии. С 1947 года архипелаг стал частью Подмандатной территорией Тихоокеанские острова под управлением США. В 1979 году Маршалловы острова получил ограниченную автономию, а в 1986 году с США был подписан Договор о свободной ассоциации, согласно которому США признавали независимость Республики Маршалловы Островов. С тех пор Аилинглапалап — часть Республики Маршалловы Острова.

## Население
В 2011 году численность населения атолла составляла 1729 человек. На острове 4 населённых пункта. Аилинглапалап образует один из 33 муниципалитетов Маршалловых Островов. В нижней палате парламента страны (марш. Nitijela) остров представляют два депутата.
На Аилинглапалапе родился президент Маршалловых Островов Кессаи Ноте.